# Culex selangorensis
Culex selangorensis är en tvåvingeart som beskrevs av Sirivanakarn 1976. Culex selangorensis ingår i släktet Culex och familjen stickmyggor. Inga underarter finns listade i Catalogue of Life.